# لوپاش (پوژگا)
لوپاش (به صربی: Lopaš) یک منطقهٔ مسکونی در صربستان است که در Požega واقع شده‌است. لوپاش ۵۷۱ نفر جمعیت دارد.